# Bierset
Bierset is een plaats en deelgemeente van de Belgische gemeente Grâce-Hollogne. Tot de gemeentelijke herindeling van 1977 was Bierset een zelfstandige gemeente. Bierset ligt in de provincie Luik.
Op het grondgebied van Bierset ligt de luchthaven van Luik, Liège Airport. Hier tegenover bevindt zich het militaire gedeelte van het vliegveld, Vliegbasis Bierset.

## Demografische ontwikkeling
- Bronnen:NIS, Opm:1831 tot en met 1970=volkstellingen, 1976= inwoneraantal op 31 december

## Bezienswaardigheden
- Sint-Jan-de-Doperkerk
- Kasteel van Bierset
- Een kalkstenen grenspaal aan de Chaussée de Hannut, genaamd het Peron.
- Vierkantshoeven aan Rue de la Gare 117 en 184.

## Natuur en landschap
Bierset ligt op het Haspengouws Plateau, op een hoogte van ongeveer 160 meter. In het oosten en het zuiden ligt het vliegveld en een aantal bedrijventerreinen, in het oosten ligt een logistiek bedrijventerrein. In het zuidoosten loopt een autoweg, de Route de Wallonië, die in Bierset begint. Ook de belangrijke Spoorlijn 36 (Brussel-Luik), met hogesnelheidstreinen, loopt langs en door Bierset. Naar het noordwesten toe vindt men het open landschap van droog-Haspengouw.

## Nabijgelegen kernen
Velroux, Voroux-Goreux, Fooz, Awans, Hollogne-aux-Pierres